# Cliffortia cristata
Cliffortia cristata är en rosväxtart som beskrevs av August Henning Weimarck. Cliffortia cristata ingår i släktet Cliffortia och familjen rosväxter. Inga underarter finns listade i Catalogue of Life.